# Prise de la Banque ottomane
La prise de la Banque ottomane (turc : Osmanlı Bankası Baskını, arménien : Պանք Օթօմանի գրաւումը) est un évènement qui a lieu à Constantinople, capitale de l'Empire ottoman, le 26 août 1896. L'objectif de cette opération, menée par 26 membres armés de la Fédération révolutionnaire arménienne dirigés par Armen Garo et Papken Siuni, est de susciter une prise de conscience auprès des Grandes puissances européennes jugées passives face aux persécutions subies par les Arméniens ottomans alors durement touchés par les massacres hamidiens. La banque, tenue pendant 14 heures, est à l'époque un centre important de la finance internationale et est dépositaire d'un certain nombre d'investissements britanniques et français. En représailles, plusieurs milliers d'Arméniens stamboulioutes sont victimes d'un pogrom tandis que le sultan Abdülhamid II menace de bombarder le bâtiment. La situation provoque l'intervention de diplomates européens, qui obtiennent l'exfiltration des révolutionnaires vers la France. La prise de la Banque est perçue plutôt positivement par la presse européenne, qui applaudit le courage et soutient les objectifs des Arméniens. Cependant, si le pogrom est condamné par les États européens, rien n'est fait pour améliorer la condition des Arméniens ottomans.

## Historique

### Contexte

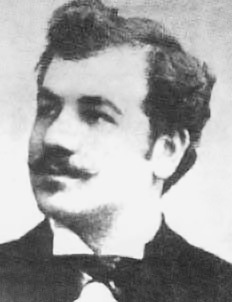
Armen Garo, l'un des leaders et survivants de l'opération.

Pour la Fédération révolutionnaire arménienne (FRA), l'objectif de la prise de la Banque ottomane est d'attirer l'attention des grandes puissances sur le sort des Arméniens de l'Empire ottoman, alors durement touchés par les massacres hamidiens qui se poursuivent en 1896 dans les régions de Van, Mouch, Killis et Agn,. La FRA s'inspire aussi de l'exemple des partis politiques Armenagan et Hentchak qui s'illustrent à Sassoun en août 1894 et Babi-Ali en 1895.
Le projet d’une grande manifestation à Constantinople conjointement avec les Hentchaks ayant échoué, et celui de l'assassinat d'Abdülhamid II abandonné par crainte des représailles, les membres de la FRA cherchent de ce fait un autre mode d'action.

### Préparation
L'opération est préparée sous l'égide du Comité central de la FRA de Constantinople par Papken Siuni, désigné comme son commandant et secondé par Hrach (ou Haïg) Tiryakian. En février 1896, Armen Garo accepte lui aussi d'y prendre part, ce qui déclenche le début des préparatifs concrets.
L'opération est préparée en amont par la FRA auprès de la population stambouliote via des distributions de brochures, dans lesquelles l'organisation explique que son ennemi est l'Empire ottoman et non ses habitants.
Le choix de la Banque ottomane comme cible est motivé par le fait qu'elle est dépositaire d'un certain nombre d'investissements européens, de même qu'elle est un nœud important de la finance internationale de l'époque. D'autres cibles sont désignées, notamment le siège du gouvernement lui-même, le Crédit lyonnais, le corps de garde se situant à l'entrée du pont de Galata, ou encore le corps de garde de Galata-Séraï, mais elles ne sont finalement pas prises d'assaut.
La veille de l'opération, les révolutionnaires arméniens envoient un message aux différentes ambassades pour les prévenir « qu'en présence de l'abandon dont la nation arménienne avait été l'objet de la part des Puissances, il fallait s'attendre à des événements graves », et que, « réduite au plus extrême désespoir, elle n'hésiterait devant aucun moyen pour faire sortir l'Europe de son inaction ». Le même jour, une fabrique de bombes clandestine installée dans les locaux déserts de l'école de filles de Soulon-Monastir est démantelée et les révolutionnaires arméniens qui la tenaient massacrés.

### Déroulement de l'opération et revendications
Le mercredi 26 août 1896, à 13h,, 26 membres de la FRA, dirigés par Papken Siuni et armés de pistolets, de grenades à main et d'armes blanches, investissent la Banque ottomane du fait de l'explosion d'une de ses bombes. Constitués en petits groupes, c'est celui de Papken Siuni qui lance le premier assaut, mais il meurt durant cet assaut initial d'un commando de six hommes. Armen Garo le remplace ensuite à la tête des opérations et pénètre dans la banque avec les 19 assaillants restants, portant dynamite et munitions, comme des convoyeurs ordinaires, chacun étant équipé de deux pistolets, de cartouches et d’autres armes de poing.
Après avoir rassuré le personnel (constitué d'environ 120 personnes), Armen Garo dicte quatre tracts aux employés, un destiné aux Arméniens, un autre aux Turcs, les deux derniers adressés aux Puissances comprenant ces mots : « Nous sommes à la Banque ottomane et nous n'en sortirons qu'avec la promesse du Sultan de faire droit à nos requêtes et de remettre la question arménienne à un arbitrage international, sinon au bout de trois jours, nous faisons sauter la banque avec nous », ce qui aurait pour conséquence la destruction de papiers d’État et du numéraire. Les assaillants consentent à laisser partir M. Auboyneau, directeur général adjoint de la banque, afin qu'il porte leurs revendications aux autorités ottomanes, tandis que d'autres membres de la FRA, comme Levon Nevrouz, se chargent eux aussi de distribuer des tracts dans la ville. Dans celui destiné à l'opinion publique ottomane, le tract explique : « Depuis des siècles nos pères vivaient avec toi dans la paix […] Mais sache bien que notre lutte n'est pas dirigée contre toi mais contre ton gouvernement, contre qui luttent aussi tes meilleurs fils »,.

### Négociations

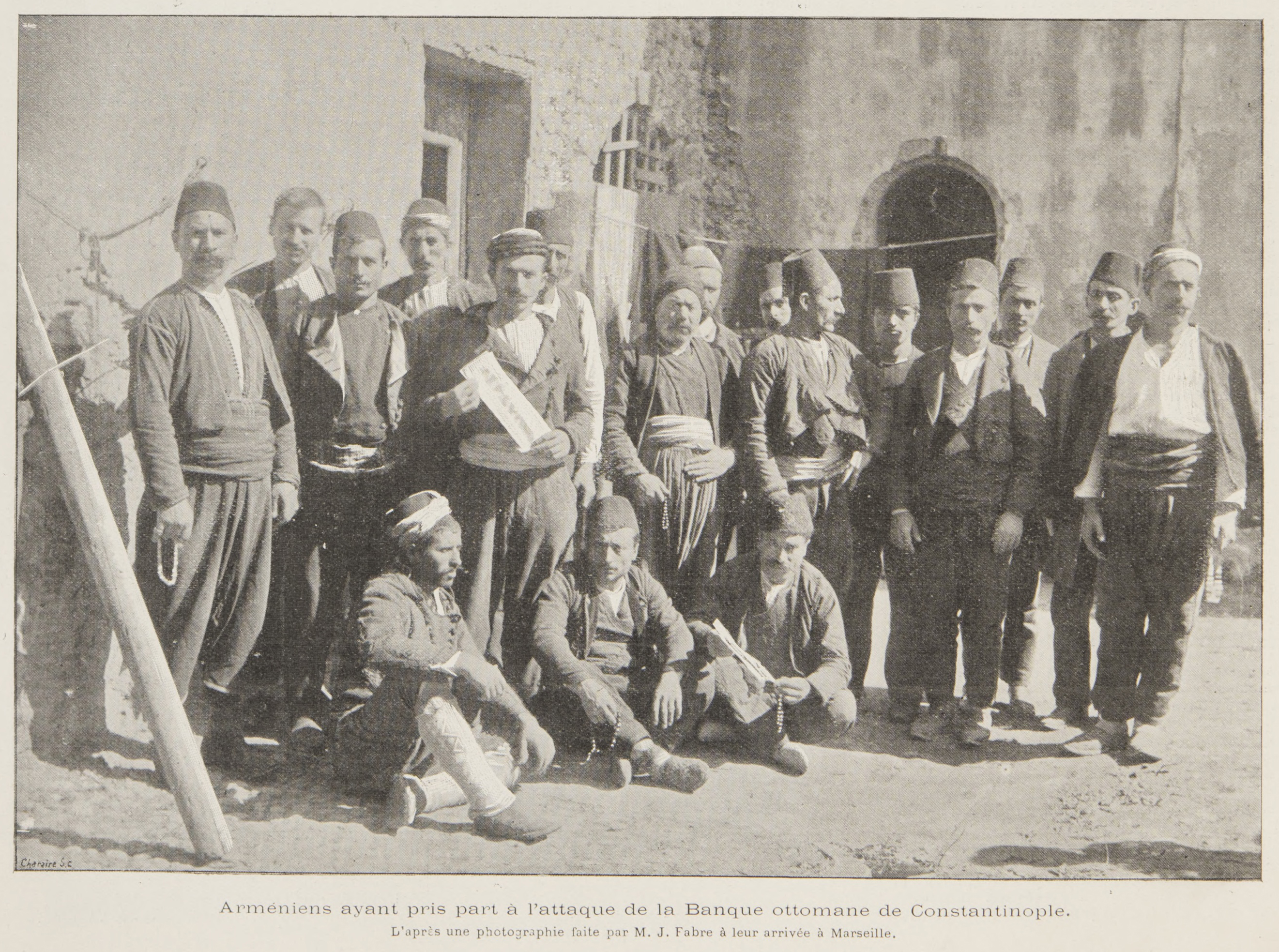
Arméniens ayant pris part à l’attaque de la Banque ottomane à leur arrivée à Marseille.

Le sultan ordonne au début de faire feu sur la banque. Cependant, il finit par accepter le marché proposé par le gouverneur de la banque, Edgar Vincent d'Abernon, qui a auparavant pu s'échapper par les toits. Ce dernier, soutenu par le drogman de l'ambassade russe, M. Maximov ainsi que par M. Auboyneau, propose au Conseil ottoman des ministres le pardon et la permission de quitter le pays pour les assaillants.
Les assaillants sont alors dans une position délicate. En effet, il leur manque des munitions, ils perdent quatre hommes supplémentaires (avec leurs propres bombes, dont Mechétsi Missak) en plus des six morts lors de l'assaut initial, et comptent six blessés (d'autres bilans parlent de quatre morts et cinq blessés). De plus, la peur des représailles contre la population arménienne et la force de persuasion de M. Maximov conduisent finalement les insurgés à accepter les termes proposés.
Après 14 heures d'occupation et plusieurs tentatives avortées par les autorités de reprendre la banque, Edgar Vincent d'Abernon et d'autres parviennent à persuader les assaillants de quitter la banque en leur promettant d'accéder à leurs demandes et en leur garantissant le libre passage. Ainsi, ils déposent leurs armes et sont exfiltrés à bord du yacht personnel d'Edgar Vincent en pleine nuit. Mais les promesses de Maximov ne sont pas tenues et ils sont transférés le jour suivant à bord du bateau français le Gironde en qualité de prisonniers (peut-être appartenant aux Messageries maritimes) : quinze révolutionnaires valides embarquent pour Marseille tandis que cinq autres blessés sont transportés dans un hôpital russe puis acheminés vers l'Égypte. Quelque temps incarcérés dans une prison de la cité phocéenne, Armen Garo et Hrach partent ensuite pour l’Égypte, tandis que d'autres, comme Vartan Shahbaz, gagnent les Balkans via Londres.

### Pogrom contre les Arméniens de Constantinople
En représailles, un pogrom touche les Arméniens qui se trouvent ou habitent dans les rues de Galata et de Pera, tandis que les forces de l'ordre ottomanes laissent faire. Des softas et bachi-bouzouks, armés par le Sultan, s'en prennent aux Arméniens de la ville. Selon des diplomates étrangers, les autorités ottomanes ordonnent à la foule de « tuer des Arméniens, indépendamment de leur âge et de leur sexe, pour une durée de 48 heures ». Selon M. de la Boulinière, chargé d'affaires de France à Constantinople, à Galata, « ceux qui avaient l'imprudence de se montrer ou de sortir pour fuir dans des lieux plus sûrs étaient immédiatement tués à coups de gourdins, de barres de fer ou de poignards. Les magasins arméniens étaient pillés et saccagés, leurs propriétaires égorgés et la populace se ruait sur les maisons où l'on croyait trouver des Arméniens, enfonçant les portes, brisant les fenêtres ». Il ajoute : « Pendant toute la soirée, sur tous les points de la ville, à Galata, à Perchembé-Bazar, à Tophàné, à Bechuctache, au bas même de la colline de Yldiz, à Kassim Pacha, près de l'Ambassade d'Angleterre, les mêmes scènes se sont reproduites ».
D'autres révolutionnaires arméniens s'en prennent aussi aux troupes ottomanes, par exemple le 30 août.
Véritable « chasse aux Arméniens », ces massacres font en deux jours entre trois et quatre mille victimes, et au total entre six mille et sept mille parmi les Arméniens de Constantinople, et ne prennent fin que lorsque le Sultan finit par s'y opposer. Selon Armen Garo, cet événement, donnant aux Russes l'impression d'un chaos à venir, les incite à des préparatifs militaires en augmentant la présence de leur flotte en Mer Noire. Redoutant une intervention russe, Abdülhamid II aurait mis fin aux exterminations d'Arméniens sans toutefois appliquer l'article 61 du Traité de Berlin.

### Réactions internationales
Face aux massacres, la France fait mouiller un navire militaire, la Flèche, dans le port, pour éventuellement mettre à l'abri le personnel de son ambassade mais aussi recueillir des réfugiés. Gabriel Hanotaux, ministre des Affaires étrangères, y dépêche le lendemain le Léger, de classe Lévrier, qui stationnait alors en Crète.
L'opération est un plutôt un succès pour la FRA. En effet, malgré sa violence, l'opinion publique et les gouvernements occidentaux renouvellent alors leur intérêt pour le destin des Arméniens ottomans et la question arménienne. Une note collective (remise le 28 août) est ainsi envoyée au gouvernement ottoman pour condamner son inaction face aux représailles dont est victime la population arménienne de Constantinople :

« Les événements sanglants dont la ville de Constantinople a été le théâtre dans la journée et la nuit d'hier, à la suite d'une tentative criminelle des révolutionnaires arméniens, ont mis en lumière avec la dernière évidence l'absence totale de sécurité et de mesures propres à maintenir l'ordre public dans la capitale. Alors que les troubles ont éclaté peu après midi, les premières mesures militaires n'ont été prises que vers 6 heures du soir, et encore les troupes sont-elles restées impassibles en face des excès auxquels se livraient des bandes de gens sans aveu qui, armés de gourdins et de couteaux, attaquaient et assommaient des passants absolument inoffensifs. La police, de son côté, loin d'empêcher la circulation de ces bandes, s'est associée dans plusieurs cas à leurs méfaits. Des zaptiés, des soldats armés et même des officiers ont été vus pénétrant de force dans les maisons pour y rechercher des Arméniens et envahissant des établissements étrangers, dont plusieurs ont été complètement saccagés.
Les Représentants des Grandes Puissances croient devoir appeler l'attention la plus sérieuse de la Sublime Porte sur les conséquences d'un tel état de choses qui touche à l'anarchie. Ils exigent que des mesures immédiates soient prises pour désarmer la populace, punir les coupables et renforcer les moyens d'action de l'autorité chargée du maintien de l'ordre. En priant la Sublime Porte de vouloir bien leur faire connaître sans délai les dispositions qui auront été adoptées conformément à ces demandes, les Représentants des Grandes Puissances formulent, dès à présent, toutes leurs réserves au sujet des dommages subis par leurs ressortissants du fait des récents désordres et de l'absence de protection dont la responsabilité incombe aux autorités locales. »

Les représentants des grandes puissances accusent même la Sublime Porte d'avoir envoyé des bandes organisées : « C'est la constatation par des données positives du fait que les bandes sauvages qui ont assommé les Arméniens et pillé les maisons et les magasins où ils pénétraient en prétendant y chercher des agitateurs, n'étaient point des ramassis accidentels de gens fanatisés, mais présentaient tous les indices d'une organisation spéciale connue de certains agents de l'autorité, sinon dirigée par eux ».
N’ayant pas touché à l'argent de la banque, les révolutionnaires arméniens sont traités en héros par certains journalistes de Vienne, de Berlin et de Bruxelles, tandis que d'autres condamnent cette occupation.
Le président américain Grover Cleveland, en réaction à un soutien populaire massif en faveur de la cause arménienne galvanisé par les missionnaires américains œuvrant dans l'Empire ottoman, condamne « la rage de l'intolérance aveugle et du fanatisme cruel » (« the rage of mad bigotry and cruel fanaticism ») ainsi que les « fréquents rapports de destructions gratuites d'habitations et du massacre d'hommes, de femmes et d'enfants, devenus martyrs en raison de leur foi chrétienne » (not infrequent reports of the wanton destruction of homes and the bloody butchery of men, women, and children, made martyrs to their profession of Christian faith). Il ajoute : « Je ne crois pas que la situation actuelle de la Turquie pourra continuer à choquer la chrétienté de la sorte » (« I do not believe that the present sombre prospect in Turkey will be long permitted to offend the sight of Christendom »). Cependant, le président américain écarte la possibilité d'intervenir militairement en Turquie pour protéger les Arméniens ottomans, et se contente de proposer l'asile à « ceux qui cherchent à échapper aux dangers auxquels ils font face sous domination turque » (« those who seek to avoid the perils which threaten them in Turkish dominions »).

### Massacre des Arméniens d'Agn
Le 15 septembre 1896, trois semaines après la prise de la banque, les autorités ottomanes procèdent au massacre des Arméniens d'Agn, ville située dans la province orientale de Kharberd (Harpout), car c'est la ville natale de Papken Siuni. Selon un rapport de l'ambassadeur français, les troupes ottomanes auraient massacré « jusqu'à 2000 Arméniens » à Agn, y compris « des femmes et enfants ». Selon un autre rapport, celui du consul britannique à Harpout, qui s'appuie sur des chiffres fournis par un fonctionnaire ottoman, il y aurait eu 1500 morts dont 200 femmes et enfants. Sur les 1500 maisons situées dans le quartier arménien, 980 sont pillées et brûlées. Un second rapport écrit par le consul britannique explique que le prétexte donné pour cette répression est un « ordre indirect » (« indirect order ») du sultan selon lequel « les Arméniens d'Agn sont sur le point de semer le trouble et les autorités locales doivent prendre les mesures nécessaires » (« the Armenians of Egin were set to cause trouble and that the local authorities should "take the necessary action" »). Dans ce même rapport, le consul britannique explique cependant que cette méfiance est infondée. Seulement quelques armes à feu sont retrouvées dans les débris des maisons brûlées. Pour l'historien arménien Vahakn Dadrian, le massacre des Arméniens d'Agn est un cas de « punition collective selon le mode du massacre de masse » (« a case of collective punishment through mass murder »).

## Dans la culture populaire
Un chant révolutionnaire arménien intitulé Papken Siuniyi Hishadagin (« En mémoire de Papken Siuni »), aussi intitulé Papken Siuniyi Mahe (« La mort de Papken Siuni ») ou Bank Ottoman, a pour sujet principal la prise de la banque.